# Sinclair BASIC
Sinclair BASIC es el nombre que recibe el BASIC implementado en la ROM de los ordenadores Sinclair, Timex Sinclair y Amstrad Sinclair entre otros, desde el ZX80 hasta las diferentes versiones del ZX Spectrum. Estos ordenadores se comercializaron desde 1980 (modelo Sinclair ZX80) hasta 1992 (modelo Amstrad Sinclair ZX Spectrum +2B).

## Comandos
En su versión para ZX Spectrum 48k, el lenguaje tenía 86 palabras reservadas, de las cuales 50 eran comandos, 31 funciones y otras palabras clave 5:
ComandosBEEP, BIN, BORDER, BRIGHT, CAT, CIRCLE, CLEAR, CLOSE#, CLS, CONTINUE, COPY, DATA, DEF FN, DIM, DRAW, ERASE, FLASH, FORMAT, FOR, GO SUB, GO TO, IF, INK, INPUT, INVERSE, LET, LIST, LLIST, LOAD, LPRINT, MERGE, MOVE, NEW, NEXT, OPEN#, OUT, OVER, PAPER, PAUSE, PLOT, POKE, PRINT, RANDOMIZE, READ, REM, RESTORE, RETURN, RUN, SAVE, VERIFY
FuncionesABS, ACS, AND, ASN, ATN, ATTR, CHR$, CODE, COS, EXP, FN, INKEY$, INT, IN, LEN, LN, NOT, OR, PEEK, PI, POINT, RND, SCREEN$, SGN, SIN, SQR, STR$, TAN, TO, USR, VAL$, VAL
Otras palabras reservadasAT, LINE, STEP, TAB, THEN

## Diferencias con el BASIC estándar

### Sintaxis
- En general, Sinclair BASIC es un BASIC clásico que utiliza números de línea y no admite programación estructurada.

- Un detalle adicional para los usuarios de ZX Spectrum anterior a la versión 128Kb era que cada comando estaba almacenado en una tecla distinta, de forma que para escribir:

```
 10 FOR A=1 TO 2*PI
```

Había que teclear
```
 10 F <CAPS-SHIFT>-A <SYMBOL-SHIFT>-<L> 1 <SYMBOL-SHIFT>-<F> 2 <SYMBOL-SHIFT>-< B> <SYMBOL-SHIFT>-<CAPS-SHIFT>-<M>
```

- Esto tenía como objeto simplificar el análisis sintáctico de programas, ya que permitía almacenar los comandos como dígitos de control (caracteres 165 en adelante). Así, los programas de Sinclair BASIC se parecen a los programas «almacenados en forma binaria» de BASICA.

- Otro detalle adicional es que las funciones no llevan paréntesis.

- A diferencia de ANSI BASIC, pero dentro de lo que es habitual en los BASIC actuales, se aceptan variables con nombres de cualquier longitud.

- El uso de "LET" para la asignación de variables es obligatorio.

- Existe una diferencia importante en el manejo de variables de cadena. Las variables de cadena se tratan, como en C, como matrices:

```
 10 LET A$="ZXSPECTRUM"
 20 PRINT A$(TO 3) : REM "ZXS"
 30 PRINT A$(4 TO 6): REM "PEC"
 40 PRINT A$(7) : REM "T"
 50 PRINT A$(8 TO): REM "RUM"
```

- Sólo se soporta un tipo de variable numérica.

- A diferencia de la mayoría de los BASIC, y de hecho, de la mayoría de lenguajes, acepta espacios en los nombres de las variables numéricas

```
 10 LET solo una cosa=1
 20 PRINT solo una cosa
```

### Operadores
- No existe operador de módulo.

- AND puede actuar de forma equivalente al operador ? de C:

```
10 PRINT "TENGO " +("HAMBRE " AND COMIDA<0)+("FRIO " AND TEMPERATURA<10)
```

### Ramificación y subrutinas
- "DO", "WHILE", "WEND", "ELSE" y "END IF" no están soportados.

- Se soporta DEF FN, que ha de estar definido como una operación matemática.

- No se soportan las etiquetas ni ON GOTO, pero la línea a la que salta GOTO puede estar contenida en una variable:

```
10 LET FIN=40
20 GOTO FIN
30 PRINT "ESTO NO SE IMPRIME"
40 PRINT "FIN DEL PROGRAMA"
```

### Instrucciones de entrada/salida
- Las principales diferencias con BASIC están en las operaciones de archivo (se soportan LOAD, SAVE y MERGE para acceso a cinta magnética, así como CAT, PRINT, INPUT, OPEN # y CLOSE # para acceso a disco en los modelos dotados de este accesorio).

- PRINT admite AT (reemplazando a LOCATE), TAB y el separador "'", de avance de línea. PRINT # significa "escribir en la parte inferior de la pantalla", no en archivo. Las instrucciones de color PAPER (fondo), INK (primer plano), OVER (sobrescritura), BRIGHT (brillo) y FLASH (parpadeo) también pueden utilizarse como atributos de PRINT.

- Las instrucciones de dibujo son PLOT (dibujar un punto), DRAW (dibujar una línea desde el último punto) y CIRCLE (círculo).

### Resumen
Los siguientes cuadros comparan XBASIC con un Basic original no estructurado, utilizando el programa de ejemplo que aparece en el artículo de la Wikipedia sobre BASIC:
Ejemplo 1: BASIC original no estructurado (Applesoft BASIC)
```
 10 INPUT "¿Cuál es su nombre? "; U$
 20 PRINT "Hola "; U$
 30 INPUT "¿Cuántos asteriscos desea? "; N
 35 S$ = ""
 40 FOR I = 1 TO N
 50 S$ = S$ + "*"
 55 NEXT I
 60 PRINT S$
 70 INPUT "¿Desea más asteriscos? "; A$
 80 IF LEN(A$) = 0 THEN GOTO 70
 90 A$ = LEFT(A$, 1)
100 IF (A$ = "S") OR (A$ = "s") THEN GOTO 30
110 PRINT "Adiós ";
120 FOR I = 1 TO 200
130 PRINT U$; " ";
140 NEXT I
150 PRINT

```

Ejemplo 2: Sinclair BASIC
```
 
 5 OVER 1:REM usado en combinación con CHR$ 8 para producir acentos.
 10 INPUT "Cua"+CHR$ 8+"'l es su nombre? "; U$
 20 PRINT "Hola "; U$
 30 INPUT "Cua"+CHR$ 8+"'ntos asteriscos desea? "; N
 35 LET S$ = ""
 40 FOR I = 1 TO N
 50 LET S$ = S$ + "*"
 55 NEXT I
 60 PRINT S$
 70 PRINT "Desea ma"+CHR$ 8+"'s asteriscos? ";: INPUT A$
 80 IF LEN A$ = 0 THEN GOTO 70
 90 LET A$ = A$(1)
100 IF (A$ = "S") OR (A$ = "s") THEN GOTO 30
110 PRINT "Adio";CHR$ 8;"'s ";
120 FOR I = 1 TO 200
130 PRINT U$; " ";
140 NEXT I
150 PRINT:OVER 0:

```

## Versiones

Código fuente en Sinclair BASIC que genera la Alfombra de Sierpinski.

### Sinclair ZX80/ZX81
En la versión para el Sinclair ZX80 y el Sinclair ZX81, el intérprete contaba con algunos comandos que fueron eliminados en versiones posteriores: FAST, SCROLL, SLOW y UNPLOT.

### Microdigital TK
Microdigital Eletronica lanzó dos ordenadores clónicos de ZX Spectrum, el TK 90X y el TK 95, incorporando al BASIC de Sinclair dos comandos nuevos: UDG y TRACE; y reemplazando BEEP por SOUND.

### Timex Sinclair 2068
El dialecto empleado en los ordenadores Timex Sinclair 2068, añadía seis comandos al Sinclair BASIC, que no fueron continuados en posteriores modelos: DELETE, FREE, ON ERR, RESET, SOUND y STICK.

### Sinclair ZX Spectrum 128k
El modelo original de ZX Spectrum 128 lanzado en 1985 por Investrónica y Sinclair en España incluía cuatro comandos que no fueron mantenidos en posteriores versiones: EDIT, RENUM, DELETE y WIDTH.
Todos los modelos de 128k (ZX Spectrum 128, +2, +3, +2A, y +2B) incorporaron dos comandos adicionales:
- PLAY, para trabajar con el chip de sonido AY-3-8910
- SPECTRUM, para forzar el modo de compatibilidad con los modelos de 48k

### Amstrad Sinclair ZX Spectrum +3/+2A
El modelo ZX Spectrum 128 +3 fue lanzado en 1987 por Amstrad, y usaba varios comandos de versiones anteriores, modificando la sintaxis, para trabajar con el sistema operativo +3DOS y con los ficheros de la unidad de disco o el disco RAM: SAVE, LOAD, MERGE, ERASE, CAT, FORMAT, MOVE y COPY.

## Compiladores

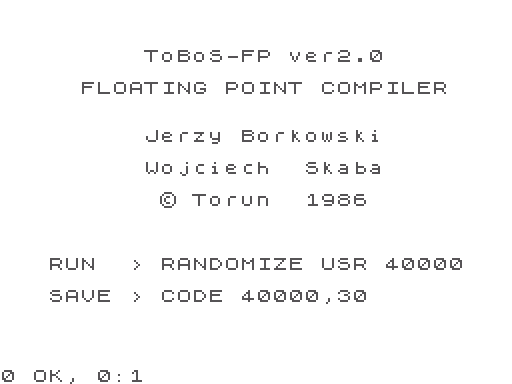
ToBoS-FP 2.0, unos de los muchos compiladores de Sinclair BASIC disponibles.

Si bien el Sinclair BASIC es un lenguaje interpretado, a lo largo del tiempo fueron apareciendo distintos programas para compilar el mismo, entre ellos:
- HiSoft COLT Compiler[3]
- HiSoft BASIC Compiler[4]
- Softek Integer Compiler[5]
- Softek 'IS' Integer Compiler[6] (sucesor del anterior)
- Softek 'FP' Full Compiler[7]
- ToBoS-FP
- USCHI Compiler[8]
- Wye Valley BASIC Compiler
- ZIP Compiler[9]